# ...Da lontano
...Da lontano è il secondo album in studio del produttore svizzero Michel, pubblicato nel 2005 dalla Saifam.

## Tracce
1. È pronta (Intro)
2. Non stop (feat. Meddaman)
3. Pusherman (feat. Maxi B)
4. Fuori di qua (feat. Bassi Maestro)
5. Cash Dreamin' (feat. Inoki)
6. In diretta per voi (Skit)
7. Espira (feat. CDB)
8. Bella (Clap Yo Hands) (feat. Esa aka El Prez)
9. Vacanze al mare
10. Suono così (feat. DJ Jay K)
11. Quindi? (Skit)
12. Amo/Tradisco/Perdono (feat. Kaso & Maxi B, Camilla)
13. Megalopoli suono (feat. Club Dogo)
14. Bling Bling (feat. Massakrasta)
15. Majors
16. Da dieci anni (Skit)
17. You Know (feat. Miguel)
18. L'offensiva (feat. Bless, DJ Jay K)
19. Nell'aria (feat. Maxi B, Nesli, El Coltivador, DJ Sice)
20. Scaldala (feat. Mastino)
21. Made in Swiss (Outro)